# Will Hunt
William Martin Hunt (Gainesville, Florida; 5 de septiembre de 1971) más conocido como Will Hunt, es un baterista estadounidense. Actualmente integra las bandas Device, Dark New Day y Evanescence. Hunt estuvo en Skrape hasta 2004 y tocó en vivo y grabó con bandas y artistas como Tommy Lee, Mötley Crüe, Bloodsimple, Slaughter, Static-X, entre otros. En mayo del 2007, Hunt fue nombrado como el reemplazo para el exbaterista Rocky Gray de Evanescence, y siguió con el grupo en la gira promocional para The Open Door, la cual terminó en diciembre de ese mismo año. Él siguió siendo miembro de Dark New Day mientras tocaba temporalmente con Evanescence. Actualmente es parte del nuevo proyecto Heavy Metal del vocalista de Disturbed, David Draiman, la banda Device, junto a Virus y Geno Leonardo.
Will estuvo con Black Label Society, la banda liderada por Zakk Wylde, con la cual grabó un disco titulado "Order of The Black".
Hunt usa baterías Pearl, baquetas Vater y platillos Zildjian.

## Discografía

### Skrape
- New Killer America (20 de marzo de 2001)
- Up the Dose (13 de enero de 2004)

### Tommy Lee
- Never a Dull Moment (21 de mayo de 2002)

### Dark New Day
- Twelve Year Silence (14 de junio de 2005)
- Black Porch (Acoustic Sessions) (EP) (5 de septiembre de 2006)
- Untitled (TBA 2008)

### Bloodsimple
- Red Harvest (30 de octubre de 2007)

### Black Label Society
- Order Of The Black (10 de agosto de 2010)

### Evanescence
- The Open Door (3 de octubre de 2006)
- Evanescence (11 de octubre de 2011)
- Synthesis (10 de noviembre de 2017)
- The Bitter Truth (26 de marzo de 2021)

### Device
- Device (9 de abril de 2013)